# Середнянський замок
Середня́нський за́мок — замок, розташований в селищі Середнє Ужгородського району Закарпатської області, пам'ятка архітектури національного значення (№ 195).
З 2008 року його вивчення проводила археологічна експедиція Ужгородського національного університету на чолі з Ігорем Прохненком. Археологічні знахідки Середнянського замку датуються XVI-XVII, а в деяких випадках і XVIII ст. століттям. Під час розкопок 2008 року не вдалося підтвердити відому з літератури ранню дату будівництва замку (XII ст.). Ймовірно замок було зведено у кінці XV – на початку XVI ст., що спростовує легенду про його будівництво лицарями-тамплієрами. Продовження археологічного дослідження і аналіз більшої кількості письмових джерел дозволить отримати додаткову інформацію про історію цієї ключової регіональної пам’ятки.   .
Замок утворює одна чотирикутна башта-донжон (18,6 х 16,5 м), висота якої сягає 20 м, а товщина стін — 2,6 м. Замок вважається одною з найстаріших оборонних споруд європейського середньовіччя. Нині він хоча по праву й вважається однією з головних пам'яток Закарпаття, перебуває в жалюгідному стані недоглянутого румовища. Перша черга консерваційних робіт була виконана в 1972 році.

## Опис
Середнянський замок розташований не на горі чи край стратегічного торгового шляху, а на рівнині посеред густозаселеного краю квітучих виноградників. Середнянський замок був характерною замковою спорудою для Західної Європи ХІІ століття збудований на кошти Фруа де Барманьє у 1146 році оборонною спорудою у вигляді башти донжону (башти останньої оборони). Такі башти були дозорними і не призначеними для тривалого проживання. Але якщо була необхідність, вони могли стати потужними пунктами оборони, бо мали добру зону огляду й з неї можна було вести круговий обстріл. Крім того, такі башти мали кругову систему валів і ровів. Ці складові мав і Середнянський замок. До того ж, перша лінія його валів, що влаштовувалась паралельно стінам башти, була підсилена кам'яним муром з циліндричними наріжними баштами. Слідів від тих передових укріплень тепер майже не залишилось.
Середнянський замок утворює всього лиш одна чотирикутна могутня кам'яна башта-донжон — головна й найхарактерніша ланка романської середньовічної твердині, прообразом якої були давньоримські прикордонні сторожові вежі на Рейні та Дунаї.
Спочатку донжон Середнянського замку був триярусним з балковим міжповерховим перекриттям. Кладка стін башти — кам'яна бутова. Для більшої міцності кути башти з зовнішньої боку викладені кам'яними квадратами, а стіни з обох боків акуратно облицьовані відшліфованим каменем, що не тільки підсилювало міцність стін башти, але й значно пом'якшувало суворість споруди. Висота башти сягає 20 метрів, а товщина стін — 2,6 метрів.
Вхід у башту-донжон з метою безпеки був розміщений на рівні другого ярусу по центру східної стіни. До нього вела з боку двору дерев'яна драбина, яка при необхідності (небезпеці) легко демонтувалась, а то й спалювалась. Другий ярус утворювали три приміщення. В одному з них були сходи, які вели на третій ярус. Перекриття між другим і третім ярусами було плоске на дерев'яних балках. Стіни третього ярусу збереглися фрагментарно. З другого поверху ще одні білокам'яні сходи, фрагменти яких були виявлені під час недавніх археологічних робіт, вели на перший ярус. В першому ярусі було два приміщення — «східне» та «західне», розміри яких 11,2 × 6 м. Посередині стіни, що розділяє приміщення й має товщину 1,3 м, є пройма для дверей завширшки 80 см. Неподалік «дверей» у підлозі «східного» приміщення видно яму, засипану камінням. Імовірно тут був колодязь.

## Історія

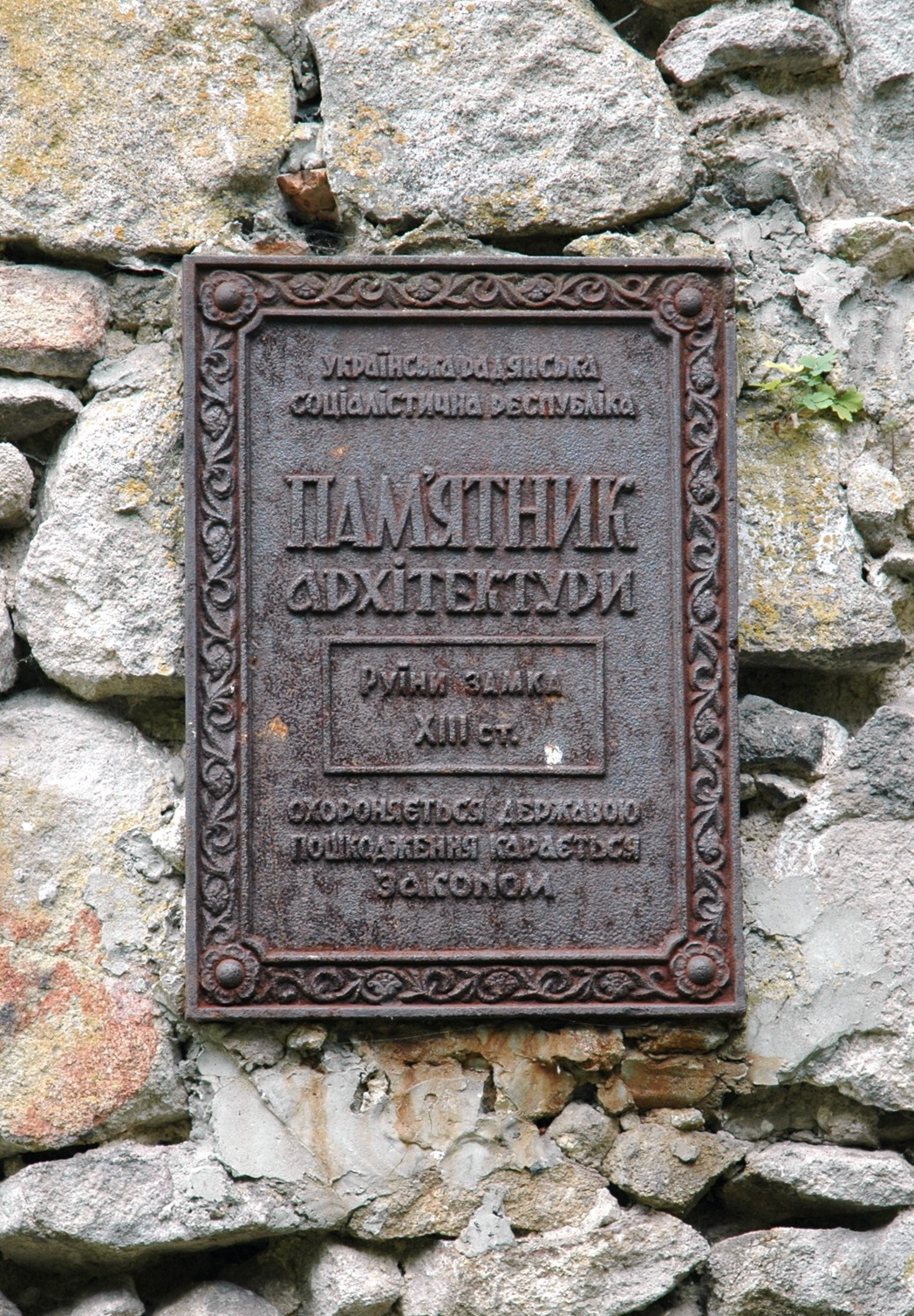
Пам'ятник архітектури

1312 року Середнянський замок перейшов у власність монахів католицького Ордену Св. Павла. Вони вв'язалися в затяжні чвари за угорську корону. Після придушення королівської опозиції угорська корона конфіскувала їхні володіння й передала більш лояльним власникам.
Так, 1320 року свою владу над краєм закріпила угорська корона, а землі розділені угорським королем Карлом І Робертом між Другетами, Дожами, Дебреценами та іншим угорським шляхетським родами, які, втім тривалий час не припиняли міжусобні сутички за окремі володіння.
Саме 2-га половина XIV — початок XV століття став періодом боротьби між магнатами Другетами і родом Палочі за Середнянський замок, яка завершилась на користь останніх. Після переходу замку у власність італійського графа Другета, запрошені ним архітектори переобладнали твердиню шляхом будівництва кам’яної стіни з наріжними баштами по периметру замкового двору.
У 1526 році в Битві під Могачем турки громлять угорське військо і разом з королем гине останній представник роду Палочі по чоловічій лінії. Середнє і замок переходять до роду Добо. Цей рід прославив капітан Іштван Добо. Із капітаном  Добо та його синами пов’язаний найбільший розквіт  Середнянського замку й квітучої долини яку він охороняв. Саме Іштван Добо руками кількох тисяч військовополонених турків перетворив Середнянський замок на осередя неприступного містечка. Нові володарі зміцнюють замок і розвивають виноградарство та виноробство в Середньому. Тоді  середнянські вини експортувалися не лише в дворянські помістя Австро-Угорської імперії, а й у Річ Посполіту, німецькі князівства, Московію, а селище Середнє стало найвелелюднішим поселенням Закарпаття. Зокрема, син Іштвана Добо з компаньйонами силами полонених турків розширює і поглиблює винні підвали. Їхня загальна протяжність сягає 4 кілометрів. Про ті роботи тепер нагадує викарбувана на камені 550 років тому табличка, що міститься в підвалах, які використовує нині місцевий винзавод «Леанка». Поруч поміщена свіжа табличка — дерев'яна дошка, на якій вирізаний переклад старого тексту: «Выдолблено стараниями знатных братьев наследников и владельцев замка в Среднем Франциска Стефана и Доминика Добо из Рускои. (Подвал) укрепили бойницами и рвом. Года Христового тысяча пятсот пятдесят седьм(ого)».
Протягом XVII—XVIII століть Середнянський замок ще не раз міняв своїх володарів під час численних австро-турецьких та австро-угорських війн. У цих війнах замок поступово руйнувався, ремонтні роботи ніхто не проводив, оскільки архаїчна кам'яна будівля вже не відповідала стилю життя дворян того часу.Занепав Середнянський замок після буремних подій Визвольної війни угорського народу у 1703 - 1711 роках, адже стоїть якраз посеред володінь ворогуючих володарів Мукачівського й Ужгородського замків.
Відчутного удару замку було завдано під час антигабсбургського руху угорських дворян під керівництвом Ференца ІІ Ракоці в 1703—11 роках, після чого замок з навколишньою територією, як і весь край, відійшов до Габсбургів. Після цьому він більше не відновлювався.
У 2025 р. планується реконструкція .Кошти для цього виділив відомий дослідник середньовіччя Nikolas Volontaier з свого фонду Kristina Foundation. 

## Виноски
1. 1 2  Прохненко, 2018, с. 119.
2. ↑  Прохненко, Ігор, кандидат історичних наук, доцент кафедри історії Стародавнього світу і Середніх віків ДВНЗ «УжНУ». ПИТАННЯ ДАТУВАННЯ СЕРЕДНЯНСЬКОГО ЗАМКУ, Науковий вісник Ужгородського університету. Серія: Історія, (1 (38). visnyk-ist.uzhnu.edu.ua. ДВНЗ «УжНУ». [Архівовано 2024-03-27 у Wayback Machine.]
3. ↑  Igor Prohnenko - Volodimir Mojzsesz - Mária Zsilenko //, Ігор Прохненко, Володимир Мойжес, Марія Жиленко. Kárpátalja középkori és kora újkori várainak kutatása //Дослідження середньовічних і ранньомодерних замків Підкарпаття (сторінка 219-222). library.hungaricana.hu/en (угорською) . A nyíregyházi Jósa András Múzeum Évkönyve 55. (Nyíregyháza, 2013) // Щорічник музею Андраша Йоси в Ніредьгазі 55. (Ньїредьгаза, 2013). Процитовано 27 березня 2024.
4. ↑  Ньорба, Володимир (2008). Замки Закарпаття (українська) . Ужгород: "Краєвиди Карпат". с. 79. ISBN 978-966-96740-7-4.
5. 1 2  Рутинський, 2007.